# Achille Malcovati
Achille Malcovati (Pavia, 21 gennaio 1897 – Pavia, 4 febbraio 1962) è stato un militare italiano.
Pluridecorato ufficiale di fanteria del Regio Esercito durante la prima guerra mondiale, fu insignito di quattro Medaglie d’argento e due di bronzo al valor militare e della Croce di Cavaliere della Legion d’onore conferitagli dal governo francese. Combatte anche durante la seconda guerra mondiale, ottenendo la Croce di guerra al valor militare.

## Biografia
Nacque a Pavia il 21 gennaio 1897 figlio di Angelo e Maria Lardera.
Dopo aver frequentato la Scuola Tecnica "Felice Casorati", nel corso del 1911 si iscrisse all'Istituto Tecnico "Antonio Bordoni". Di fede repubblicana, nell'estate del 1914, allo scoppio della guerra in Europa, all'età di diciassette anni decide di lasciare la scuola e scappare di casa insieme all'amico Luigi Maino. I due raggiunsero dapprima la Liguria e poi la Francia, dove si arruolano nella Legione Garibaldina organizzata da Peppino Garibaldi. Entrato a far parte della 7ª Compagnia, con il ruolo di tamburino, viene mandato al fronte. Nel gennaio del 1915, dopo le sanguinose battaglie di Bois de Bolante (26 dicembre 1914) e di Four-de-Paris (5 gennaio 1915), nelle Argonne, Luigi Maino muore sul campo e lui viene dato per disperso. Ritrovato ferito, con lo scioglimento della Legione Garibaldina, ritornò a Pavia, dove è accolto come un eroe. Partecipò a tutte le manifestazioni interventiste, e il 5 maggio 1915 si trovava sullo scoglio di Quarto, assieme ai garibaldini delle Argonne, dove assistette all'incendiario discorso tenuto da Gabriele D'Annunzio, vera e propria dichiarazione di guerra all'Impero austro-ungarico.
Il 27 maggio 1915 si arruolò a Genova come soldato semplice volontario nel 90º Reggimento fanteria, e tre giorni dopo il territorio venne dichiarato in stato di guerra. Mandato al fronte il 19 agosto rimase ferito all'addome e al ginocchio durante un combattimento sul Monte Sleme. Operato urgentemente presso la Sezione Chirurgica mobile della 2ª Armata, fu inviato per le cure e la convalescenza all'Ospedale militare allestito presso il Collegio Ghislieri di Pavia. Ritornò in azione sei mesi dopo, inviato presso il 90º Reggimento fanteria, ritornando al fronte il 25 febbraio 1916, e il 10 giugno dello stesso anno fu promosso al grado di caporale. Il 19 dello stesso mese venne nuovamente ferito al braccio destro dalla scheggia di una granata. Ritornò al fronte un mese dopo, promosso Aiutante di Batteria, e il 22 agosto 1917, sul Carso, fu ferito per la terza volta da una pallottola che gli trapassò la gamba sinistra. Rimase in convalescenza per due mesi e, il 1 novembre 1917, rientrò al fronte con il grado di sottotenente di complemento per merito di guerra. Nell'aprile del 1918, vista la sua esperienza, partì per la Francia in seno al II Corpo d'armata del generale Alberico Albricci.
Al termine della guerra risultava decorato con quattro Medaglie d’argento e due di bronzo al valor militare e della Croce di Cavaliere della Legion d’onore conferitagli dal governo francese.
Ritornato a Pavia, nell’immediato dopoguerra divenne uno dei punti di riferimento del reducismo e del combattentismo della città, e contemporaneamente riprese gli studi interrotti, ottenendo nel 1920 il diploma di agrimensore. Tra il 1923 e il 1924 scrisse numerosi articoli sulla stampa cittadina, in cui emersero tutte le tematiche legate al mito della Grande Guerra. 
Le rivendicazioni per la “vittoria mutilata” lo indussero ad entrare nel movimento fascista, iscrivendosi successivamente al partito. Si dedicò attivamente a opere di filantropia e di beneficenza, e così ebbe modo di conoscere l'opera di don Luigi Orione. Su espressa richiesta di Ferruccio Lantini, Ministro delle Corporazioni, andò a prendere don Orione con la sua macchina a Tortona per portarlo presso il morente padre Giuseppe, che si trovava a Lucca. Parlando con don Orione durante il viaggio egli, che durante la guerra aveva portato una fascia con la scritta niente sacramenti, si convertì al cristianesimo, così come successivamente Giuseppe Lantini.
All’entrata in guerra del Regno d'Italia, il 10 giugno 1940, decise di arruolarsi volontario come capitano nel 4º Reggimento carristi, passando successivamente in forza alla 132ª Divisione corazzata "Ariete", con cui prese parte alla battaglia di El Alamein. Ricevette un nuovo encomio e fu decorato con una Croce di guerra al valor militare.
Dopo l'armistizio dell'8 settembre 1943, e la conseguente occupazione tedesca del nord Italia, non aderì alla Repubblica Sociale Italiana, ma anzi diede ospitalità nella sua casa milanese a ebrei in fuga e combattenti nella Resistenza. 
Dopo la fine del secondo conflitto mondiale continuò la sua attività, di commerciante e imprenditore a Genova, per spegnersi a Pavia il 4 febbraio 1962.

### Periodici
- Roberto Lodigiani, Quei volontari nelle trincee francesi, in La Provincia Pavese, Roma, Gruppo Editoriale L'Espresso, 27.
- Augusto Vivanti, E morto Achille Malcovati, in La Provincia Pavese, Roma, Gruppo Editoriale L'Espresso, 4.
- Achille Mario Malcovati “Sono uno che aiuta Don Orione”, in Amici di Don Orione, n. 3, Genova, marzo 2001.